# Rajd Dolnośląski 2016
50. Rajd Dolnośląski – 50. edycja Rajdu Dolnośląskiego. To rajd samochodowy, który był rozgrywany od 6 do 8 października 2016 roku. Bazą rajdu było miasto Duszniki-Zdrój. Była to czwarta runda rajdowych samochodowych mistrzostw Polski w roku 2016. 

## Wyniki końcowe rajdu[1]
| Miejsce | Kierowca          | Pilot           | Samochód              | Czas      | Strata  | Grupa Klasa | Punkty |
| ------- | ----------------- | --------------- | --------------------- | --------- | ------- | ----------- | ------ |
| 1       | Filip Nivette     | Kamil Heller    | Škoda Fabia R5        | 1:30:10.5 | -       | 2           | 25+2   |
| 2       | Jakub Brzeziński  | Jakub Gerber    | Ford Fiesta R5        | 1:30:55.2 | +44.7   | 2           | 18+3   |
| 3       | Grzegorz Grzyb    | Robert Hundla   | Škoda Fabia R5        | 1:31:36.2 | +1:25.7 | 2           | 15     |
| 4       | Zbigniew Gabryś   | Artur Natkaniec | Ford Fiesta R5        | 1:31:38.5 | +1:28.0 | 2           | 12+1   |
| 5       | Dariusz Poloński  | Grzegorz Dobosz | Peugeot 208 R2        | 1:38:14.0 | +8:03.5 | 4           | 10     |
| 6       | Kacper Wróblewski | Jacek Spentany  | Renault Clio RS R3T   | 1:38:37.7 | +8:27.2 | 3           | 8      |
| 7       | Jacek Jurecki     | Michał Trela    | Peugeot 208 R2        | 1:38:42.2 | +8:31.7 | 4           | 6      |
| 8       | Tomasz Gryc       | Michał Kuśnierz | Peugeot 208 R2        | 1:39:00.3 | +8:49.8 | 4           | 4      |
| 9       | Artur Banasiewicz | Paweł Drahan    | Subaru Impreza TMR R4 | 1:39:02.2 | +8:51.7 | Open N      | 2      |
| 10      | Mariusz Stec      | Jacek Rathe     | Ford Fiesta Proto     | 1:39:22.2 | +9:11.7 | Open N      | 1      |